# كلفن هيريرا
كلفن هيريرا هو لاعب كرة قاعدة دومينيكاني، ولد في 31 ديسمبر 1989 في Tenares ‏ في جمهورية الدومينيكان.

## وصلات خارجية
- كلفن هيريرا على موقع دوري كرة القاعدة الرئيسي (الإنجليزية)
- كلفن هيريرا على موقعبيزبول رفرنس.كوم (الدوري الرئيسي) (الإنجليزية)
- كلفن هيريرا على موقعبيزبول رفرنس.كوم (الدوري الثانوي) (الإنجليزية)
- كلفن هيريرا على موقع إي إس بي إن.كوم (أم.أل.بي) (الإنجليزية)
- كلفن هيريرا على موقع مشجعي الرسوم البيانية (الإنجليزية)